# Brom (techniek)

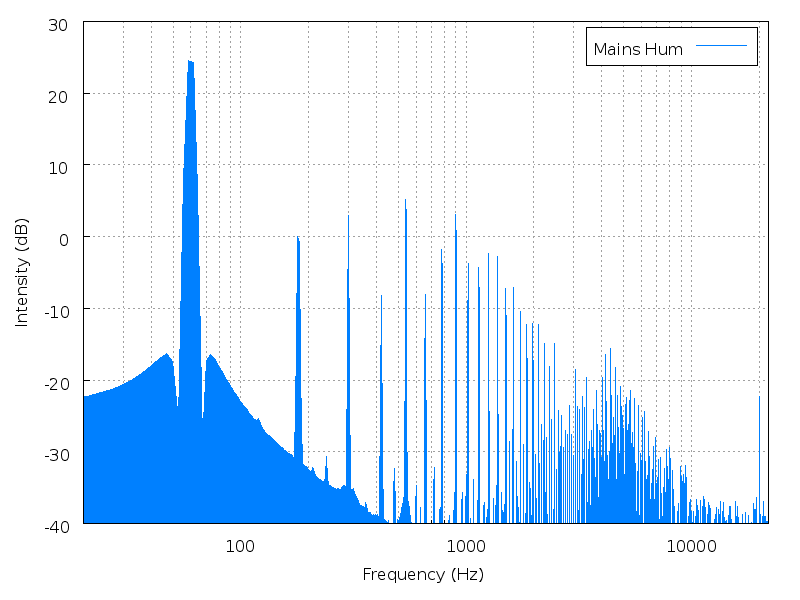
Spectrum van een brom bij 60 Hz

Brom in de elektronica en audiotechniek is een (meestal ongewenst) signaal met de netfrequentie (50 of 60 Hz) of veelvoud daarvan (een harmonische).
Brom kan ontstaan door inductie (aardlus) en andere onbedoelde overdracht van de netspanning naar een (ingangs)signaal. Bij het gebruik van signalen met een zeer lage spanning zoals dat van een microfoon zijn maatregelen nodig om brom te reduceren.